# 图拉诺-洛迪贾诺
图拉诺-洛迪贾诺（義大利語：Turano Lodigiano），是意大利洛迪省的一个市镇。总面积16平方公里，人口1572人，人口密度98.3人/平方公里（2009年）。ISTAT代码为098058。